# 1-й проезд Марьиной Рощи
1-й прое́зд Ма́рьиной Ро́щи — улица на севере Москвы в районе Марьина Роща Северо-Восточного административного округа к северу от улицы Сущёвский Вал.

## Расположение
Идёт параллельно 2-му проезду Марьиной Рощи на севере и улице Сущёвский Вал на юге. Проезд имеет длину около 700 метров, проходит с востока на запад от 4-й улицы Марьиной Рощи, пересекает 3-ю и 2-ю улицы Марьиной Рощи, Шереметьевскую и заканчивается на Октябрьской улице.

## Название
Получил название в 1880-х годах во время застройки этой местности по располагавшейся здесь до этого Марьиной роще и находившейся поблизости деревне Марьино. До 1929 года назывался Левым и Правым 1-ми проездами Марьиной Рощи до железной дороги.

## Учреждения и организации
- Дом 3а — гимназия № 242